# UBS
UBS AG (SIX: UBSN, NYSE: UBS) este o companie financiară multinațională cu sediul în Basel și Zürich, Elveția. Este cea mai mare bancă elvețiană
Compania este unul dintre cei mai mari administrator de averi din lume și are 75.000 de angajați în 50 de țări (februarie 2009).
Rezultate financiare: (miliarde CHF)
| An        | 2009 | 2008  | 2007 | 2006 | 2005 |
| --------- | ---- | ----- | ---- | ---- | ---- |
| Venit net | -2,7 | -20,8 | -5,2 | 11,5 | 13,5 |